# Asphalt: Injection
Asphalt: Injection — гоночная видеоигра для PlayStation Vita и Android, разработанная Gameloft и выпущенная в 2011—2012 годах. Восьмая крупная игра серии Asphalt. Как и Asphalt 3D, игра была выпущена компанией Konami в Японии и Ubisoft во всем остальном мире.

## Геймплей
Игра содержит три основных режима игры. Режим «Карьера» позволяет игроку разблокировать трассы, автомобили и улучшения. В «Свободной игре» игрок может играть с ранее разблокированными трассами и транспортными средствами. Многопользовательский режим дает игроку возможность играть против других в сети. Игра включает в себя 52 лицензированных автомобиля, 20 карьерных классов и 15 гоночных трасс из версии Asphalt 6: Adrenaline для Android, аналогично Asphalt 3D, в котором есть 17 трасс из версии Asphalt 5 для Android. Версия для Android была выпущена исключительно для Lenovo K860. У него было два эксклюзивных автомобиля. Они были нелицензионными, но напоминали Audi R8 и Ferrari Enzo.

## Критика
| Сводный рейтинг                           | Сводный рейтинг |
| Агрегатор                                 | Оценка          |
| ----------------------------------------- | --------------- |
| GameRankings                              | 50,58 %         |
| Metacritic                                | 49/100          |
| Иноязычные издания                        |                 |
| Издание                                   | Оценка          |
| Destructoid                               | 5/10            |
| EGM                                       | 3/10            |
| Famitsu                                   | 28/40           |
| GameRevolution                            | 2/5             |
| IGN                                       | 6/10            |
| GamesMaster                               | 63 %            |
| Hyper                                     | 5/10            |
| PlayStation Official Magazine — Australia | 6/10            |
| PlayStation Official Magazine — UK        | 2/10            |
| PlayStation: The Official Magazine        | 5/10            |

Согласно веб-сайту Metacritic, на котором собраны обзоры множества игр, Injection получил «в целом неблагоприятные отзывы». В Японии Famitsu поставила ему все четыре семерки, что в сумме составляет 28 из 40.